# Ali Rial
Ali Rial (ar. علي ريال, ur. 26 marca 1980 w Zemmouri) – piłkarz algierski grający na pozycji obrońcy. Od 2010 roku jest zawodnikiem klubu JS Kabylie.

## Kariera klubowa
Swoją karierę piłkarską Rial rozpoczął w klubie NARB Réghaïa. Grał w nim do 2007 roku. Następnie przeszedł do USM Algier. Występował w nim przez trzy sezony w latach 2007-2010.
Latem 2010 roku Rial został zawodnikiem JS Kabylie. Swój debiut w nim zanotował 25 września 2009 roku w wygranym 3:2 domowym meczu z AS Khroub. W sezonie 2010/2011 zdobył z JS Kabylie Puchar Algierii.
| Sezon   | Klub       | Kraj     | Rozgrywki         | Mecze | Bramki |
| ------- | ---------- | -------- | ----------------- | ----- | ------ |
| 2007/08 | USM Algier | Algieria | Première Division | 22    | 1      |
| 2008/09 | USM Algier | Algieria | Première Division | 29    | 7      |
| 2009/10 | USM Algier | Algieria | Première Division | 30    | 1      |
| 2010/11 | JS Kabylie | Algieria | Première Division | 24    | 2      |
| 2011/12 | JS Kabylie | Algieria | Première Division | 27    | 2      |
| 2012/13 | JS Kabylie | Algieria | Première Division |       |        |

## Kariera reprezentacyjna
W 2013 roku Rial został powołany do reprezentacji Algierii na Puchar Narodów Afryki 2013.